# برادفورد ر. لانسينغ
برادفورد ر. لانسينغ هو سياسي أمريكي، ولد في 6 سبتمبر 1860، وتوفي في 4 فبراير 1912. نشط حزبياً في الحزب الجمهوري. وقد انتخب Mayor of Rensselaer, New York ‏ (1901 – ) وانتخب عضو جمعية ولاية نيويورك ‏.